# Заполь, Михаил Юделевич
Михаил Юделевич Заполь (20 ноября 1919, Вызна, Минская губерния — ?) — советский архитектор, специалист по проектированию общественных зданий и сооружений, публицист. Отец предпринимателя Юрия Заполя.

## Биография
Михаил Юделевич Заполь родился в еврейской семье. Окончил 8 классов неполной средней школы в 1935, а в 1936 поступил в Минский архитектурно-строительный техникум. Закончил его в 1940 году. В апреле 1941 года был направлен на строительство военного аэродрома в Зельве в должности прораба.

С 1941 по 1945 участвовал в Великой Отечественной войне как дорожник и военный строитель. Обеспечивал инженерную работоспособность трассы Москва — Куйбышев, на участке Краснослободского района в Мордовии. Летом 1942 года 34 восстановительно-дорожный отряд был переброшен на дорогу Москва — Сталинград, на участок в районе города Ряжск. Зимой 1942—1943 года он был передислоцирован на дорогу Воронеж — Курск, на участок Нижнедевицкого района. В ноябре 1943 года отряд был переброшен в Белоруссию, Гомельская область, наводил переправычерез реку Днепр. В январе 1945 года взвод под командованием Заполя участвовал в сооружении надводного деревянного моста через реку Висла в пригороде Варшавы — Праге.

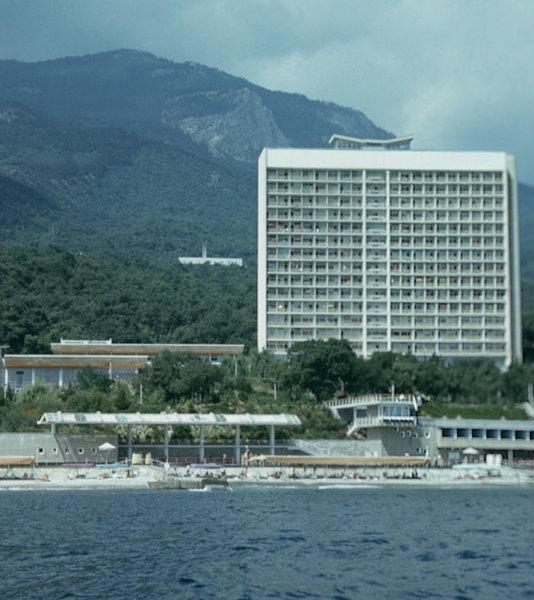
Санаторий «Ай-Даниль» в Ялте, 1975

С 1946 по 1951 учился в Московском инженерно-строительном институте. Более 50 лет проектировал спортивные, зрелищные и другие общественные здания. Автор более 50 статей и 12 авторских свидетельств.
Лауреат двух Премий Совета Министров СССР, Заслуженный строитель Российской Федерации, награждён 5-ю медалями ВДНХ.

## Основные работы
- Дворец науки и культуры в Варшаве (1953, в составе коллектива, награждён польским Серебряным «Крестом Возрождения Польши»),
- Дворец съездов в Московском Кремле (1962, в составе коллектива),
- Санаторий «Ай-Даниль» в Даниловке (Ялта) (1975, премия Совета Министров СССР, 1977),
- Комплекс специализированной поликлиники на Мичуринском проспекте в Москве (1979, премия Совета Министров СССР, 1985),
- Дворец спорта в Архангельске (1980),
- Дворец спорта в Калинине (ныне Тверь, 1982).

## Награды[2]
- Орден Отечественной войны II степени
- Орден Трудового Красного Знамени
- Орден Красной Звезды
- Медаль За победу над Германией в Великой Отечественной войне 1941—1945 гг.
- Медаль За взятие Берлина
- Медаль За освобождение Варшавы
- Серебряный крест возрождения Польши
- Премия Совета Министров СССР (1977, 1985)
- 5 медалей ВДНХ
- Заслуженный строитель Российской Федерации.